# Tour de Timor 2013

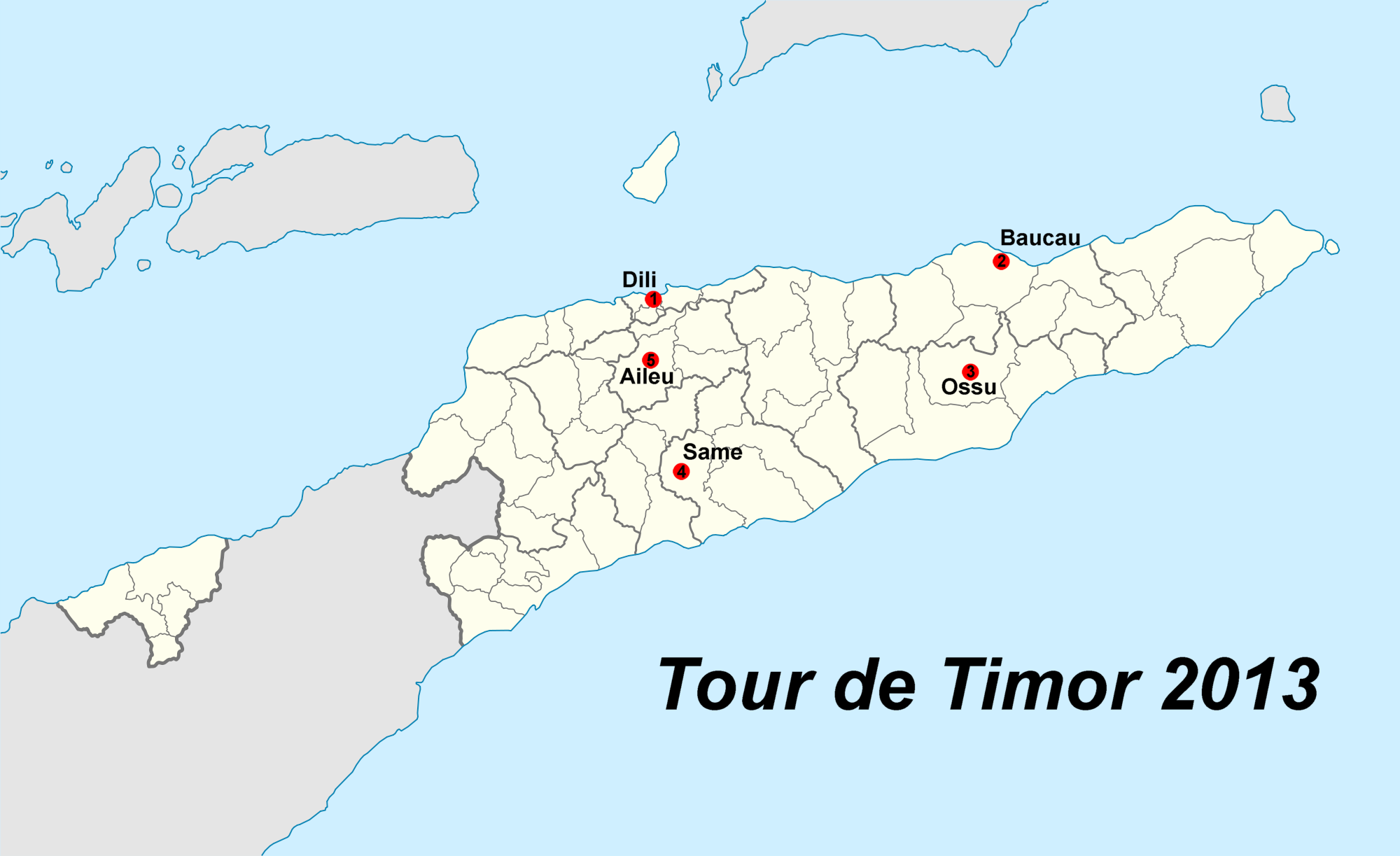
Tour de Timor 2013

Die Tour de Timor 2013 war die fünfte Ausgabe des jährlichen Mountainbikerennens in Osttimor.
Die Tour 2013 startete am 2. September. Die erste Etappe führte 118 km von Dili nach Baucau. Am 3. September führte die Route von Baucau weiter nach Ossu. Einen Tag später ging es weiter 114 km nach Same. Am 5. September folgte die 76-km-Etappe nach Aileu und schließlich am letzten Tag 98 km zurück nach Dili. Angemeldet waren 290 Fahrer. Die Teilnehmer kamen aus Osttimor, Australien, den USA, Südafrika, Portugal, den Niederlanden, Großbritannien, Belgien, Thailand, Malaysia, Singapur und Indonesien. Allerdings starteten nur etwa 60 Fahrer. Andere boykottierten die Veranstaltung aus Protest darüber, dass die Organisation des Rennens vom Tourismusministerium übernommen wurde. Die Liste der finalen Reihenfolge am Ende der Tour führt nur 48 Fahrer auf.
Sieger bei den Männern wurde in 18:25:24 der Malaysier Sharhin Bin Amir, bester Osttimorese Jacinto da Costa auf Platz 5 mit einem Abstand von 51:14 zum Erstplatzierten. Bei den Frauen gewann die Osttimoresin Francelina Cabral in 25:03:02.
Das Budget für die Tour 2013 betrug 200.000 US-Dollar. Hauptsponsor war Timor Telecom. Unterstützung kam von der Nationalpolizei, den Streitkräften, der Feuerwehr, den Gesundheits- und Finanzministerien und der osttimoresischen Radfahrervereinigung (Associação de Ciclismo timorense). Fahrer kritisierten neben der Ausbootung der bisherigen Organisationsteams, dass einige Straßen entgegen der bisherigen Praxis und der Ankündigung nicht für den normalen Verkehr abgesperrt waren, was zu gefährlichen Situationen führte.